# 新大埔
新大埔是中国广东省广州市从化区的一个自然村。在太平镇东南面约2000米，属高埔村管辖。清朝后期建村。由于是从大埔划分出来独立成村，因此沿用与大埔的渊源而得名。1998年时，全村人口265人。